# 16 prairial
16 floréal 16 messidor
Le sextidi 16 prairial, officiellement dénommé jour de l'œillet, est le 256e jour de l'année du calendrier républicain.
C'était généralement le 4e jour du mois de juin dans le calendrier grégorien.